# Paul Kolkman

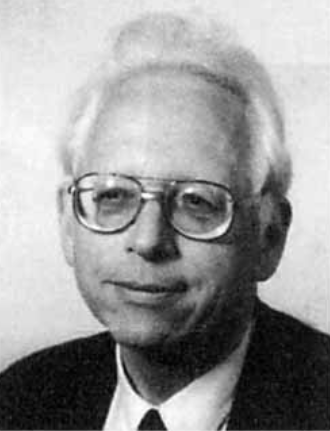
Paul Kolkman

Paul Albert Kolkman (Amsterdam, 27 juni 1932 - Wezep, 24 januari 2018) was een Nederlands waterbouwkundig ingenieur, gespecialiseerd in sluizen en stuwen. Hij is bij de TU Delft afgestudeerd in 1956 en daar gepromoveerd in 1976. Vanaf zijn afstuderen was hij werkzaam bij het Waterloopkundig Laboratorium.    

## Loopbaan
Na zijn afstuderen heeft hij van 1962-1963 als onderzoeksassistent gewerkt bij Sogreah (Société Grenobloise d'Études et d'Applications Hydrauliques) in Grenoble.   
Hij heeft zich vooral bezig gehouden met het dynamisch gedrag van (veelal stalen) waterbouwkundige constructie-elementen, zoals de schuiven van stuwen. Hij heeft op dit vakgebied heel veel gepubliceerd en was ook wereldwijd toonaangevend. Daarnaast heeft hij veel werk gedaan aan de ontwikkeling voor de scheiding van zout en zoet water bij sluizen.    

## Trillingen Hagestein

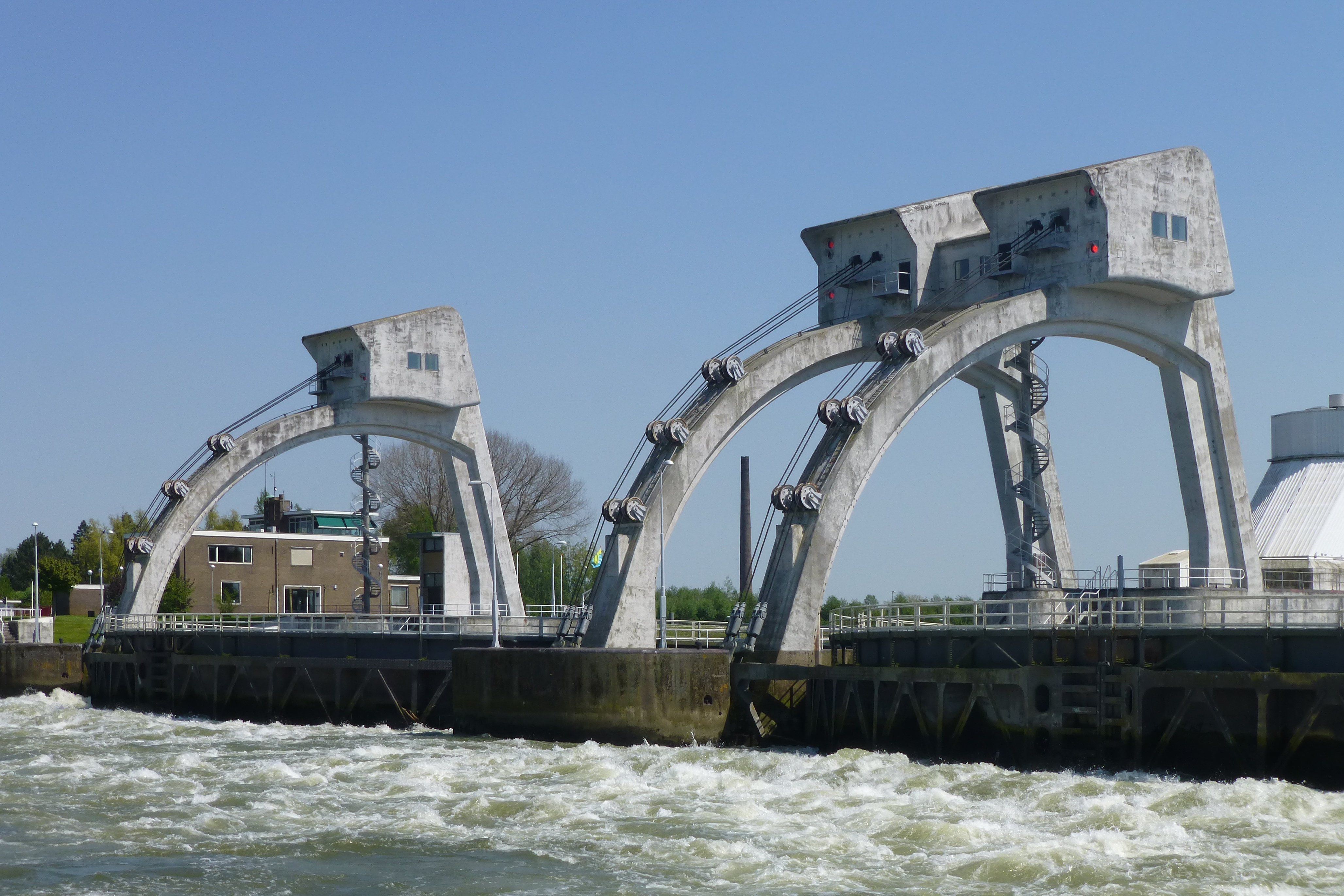
stroming benedenstrooms van de stuw bij Hagestein bij geringe opening.

Rijkswaterstaat had nogal wat last van trillingen in de vizierschuiven van de stuw bij Hagestein. In 1960 is daarom door Rijkswaterstaat opdracht gegeven aan het Waterloopkundig Laboratorium om hier onderzoek naar te doen. Als de vizierschuiven een klein stukje open staan om een beperkte hoeveelheid water door te laten zorgt de stroming voor wervels die min of meer regelmatig loslaten van de schuif (wervelstraat van Von Karman). Deze belasting brengt de schuif in een trilling, die door resonantie heel sterk kan worden.     
Dit onderzoek bestond uit fysiek modelonderzoek, metingen aan het de schuif bij Hagestein en het ontwikkelen rekenmodellen. Kolkman heeft met name veel werk gedaan aan de rekentechnische benadering van dit probleem. Dit monde uiteindelijk uit in zijn proefschrift bij de promotoren prof. Van Douwen (staalconstructies) en Schoemaker (waterbouwkundige constructies). Bij het schalen van het fysieke model was het op schaal reproduceren van de elasticiteit van staal een probleem. Er moest een (kunst)stof gevonden worden die de goede verschaalde elasticiteit had.     
Een van de door Kolkman geïnitieerde ontwikkelingen is het gebruik van een gerafelde onderkant van een hefschuif, waardoor aanzienlijk minder trillingen ontstaan.
In de periode 1968-1990 is hij bovendien werkzaam geweest als parttime docent bij de afdeling waterbouwkunde van de TU Delft.   

## Internationaal
Hij was lid van verschillende internationale commissies, zoals de  International Association for Hydraulic Research (IAHR) en de  International Commission on Large Dams (ICOLD). Hij was de derde hoofdredacteur van het tijdschrift van de IAHR, het Journal of Hydraulic Research. Hij was daar hoofdredacteur van 1991 to 1996 (hij volgde in die functie prof. Pavel Novak op). In 1988 was hij samen met Krystian Pilarczyk en Han Lindenberg de organisator van de SOWAS-conferentie (Modelling Soil-Water-Structure Interaction). Hij was tevens de eindredacteur van de Proceedings van deze conferentie.

## Publicaties

### Proefschrift
- (en) Flow-induced gate vibrations: Prevention of sef-excitation computation of dynamic gate behaviour and the use of models. TU Delft (1976).

### Boeken
- Met T.H.G. Jongeling: Dynamisch gedrag van waterbouwkundige constructies. Rijkswaterstaat (1996). (drie delen)

### Hoofdstukken in boeken
- Recent Advances in Hydraulic Physical Modelling,  Rui Martins (ed) (1989). Models for Study of the Dynamic Behaviour of Structures in Flow and Waves, "3: Models for Study of the Dynamic Behaviour of Structures in Flow and Waves", p. 65-142. ISBN 978-94-009-2344-7_3.

### Collegedictaten
- Hydraulische aspekten van vul- en ledigingssystemen van schutsluizen. TU Delft, afd. Waterbouwkunde (1980).
- Glerum, A. (1981). Het ontwerpen van waterbouwkundige constructies. TU Delft, afd. Waterbouwkunde.
- Glerum, A. (1984). Waterbouwkundige kunstwerken, Waterbouwkundige constructies: Bijzondere onderwerpen. TU Delft, afd. Waterbouwkunde.

### Rapporten en artikelen
- (1967). Elastische gelijkvormige modellen van waterbouwkundige constructies. De Ingenieur  79 (4)
- Nota betreffende het binnendringen van zout in het N.Hollandskanaal vanuit den Helder : theoretische beschouwing over permanent en pulserend spuien en discussie van maatregelen tot verlaging van het zoutbezwaar, rapport R195. Waterloopkundig Laboratorium (1966).
- (en) The Kreekrak locks on the Scheldt-Rhine connection. Rijkswaterstaat Communication nr 24 (1976).
- (en)  (augustus 1977). Gate edge suction as a cause of self-exciting vertical vibrations. Congress of the International Association for Hydraulic Research, Baden-Baden  17
- Onderzoek naar zout-zoet waterstromingen ten behoeve van maatregelen voor de zoutwaterbestrijding met behulp van stromingsmodellen. Lezing op de hydrologsche dag (1974).
- (en)  (september 1979). Development of vibration-free gate design : learning from experience and theory. Symposium on Practical Experiences wit Flow-induced Vibrations, Karlsruhe
- (december 1980). Methods employed to limit saltwater-freshwater exchange in locks. Delft Hydraulics Communications  (364)
- (en)  (september 1982). An artificial ceiling for free surface flow reproduction in scale modelling of local scour. International Conference on the Hydraulic Modelling of Civil Engineering Structures, Coventry, England
- Trillingen in de stromingsrichting van rioolschuiven bij variërende spleetgrootte, WL rapport R1865/Q282; TOW rapport C45. Waterloopkundig Laboratorium (1986).
- Een eenvoudig rekenschema voor de berekening van toegevoegde watermassa bij schuiven : presentatie rekenprogramma, rapport Q491. Waterloppkundig Laboratorium (1987).
- Handboek ontgrondingen : heranalyse tijd/ontgrondingsformule M 648/ M 863, rapport Q647. Waterloopkundig Laboratorium (1987).
- Stormvloedkering Nieuwe Waterweg : hydraulische berekeningen bodem- en oeververdediging van het NIWAS ontwerp, rapport Q699. Waterloopkundig Laboratorium (1987).
- (en) Discharge relations for hydraulic structures and head losses from different components, rapport Q935. rapport van WL en TU Delft (1989).
- Verbeterde ontwerpmethoden ten aanzien van constructies en water, rapport Q861. Waterloopkundig Laboratorium (1992).
- (en) Water quality control at ship locks : prevention of salt- and fresh water exchange. Balkema (1994). ISBN 9054101423.

### Artikelen uitgegeven als WL publicatie
- Kolkman, P.A., Vibration tests in a model of a weir with elastic similarity on Froude scale, VII Congress, Montreal, 1959, 27 pp.. Also: Delft Hydraulics Publication 15, 1959.
- Geleedst, M.; Kolkman, P.A., Elastic similariy of models of structures. Comprison of measurements on the prototype and the elastically similar model of the Hagestein weir, X IAHR Congress, London, 1963, 8 pp.. Also: Delft Hydraulics Publication 32, 1963.
- Kolkman, P.A., Analysis of vibration measuremnts on an underflow type of gate, X IAHR Congress, London, 1963, 7 pp.. Also: Delft Hydraulics Publication 33, 1963.
- Kolkman, P.A., Models with elastic similarity for the investigation of hydraulic structures, Symposium on Models and Reproduction Laws, Eindhoven, jan. 1966, 16 pp.. Also: Delft Hydraulics Publication 49, 1966.
- Kolkman, P.A., Elastisch gelijkvorminge modellen van waterbouwkundige constructies, De Ingenieur, 79 (1967) 4, Jan., 9 pp. (in Dutch). Also: Delft Hydraulics Publication 49, 1967.
- Kolkman, P.A., Analysis of vibration and damping measurements on a reversed tainter valve, IAHR Symposium on Hydraulic Machinery and Equipment in the Atomic Age, Stockholm, Aug. 1970, 13 pp.. Also: Delft Hydraulics Publication 87, 1970.
- Kolkman, P.A.; Weide, J. van der, Elastic similarity models as a tool for offshore engineering development, Symposium on Offshore Hydrodynamics, Wageningen, Aug. 1971, 12 pp.. Also: Delft Hydraulics Publication 99, 1972.
- Kolkman, P.A., Low-head navigation locks door filling and emptying systems developed by hydraulic investigations, Land + Water International, 16 (1973), May, 7 pp.. Also: Delft Hydraulics Publication 111, 1973.
- Kolkman, P.A., The use of hydraulic models for the study of salt-fresh water currents in aid of measures to prevent salt water penetration, Rijkswaterstaat Communications No. 26, 1976, 23 pp.. Also: part of Delft Hydraulics Publication 169, 1976.
- Kolkman, P.A.; Slagter, J.C., The Kreekrak locks on the Scheldt-Rhine connection, Rijkwaterstaat Communications No. 24, 1976, 48 pp.. Also: Delft Hydraulics Publication 160, 1976.
- Blumenthal, K.P.; Abraham, G.; Langeweg, F.; Weerden, J.J. van; Vreugdenhill, C.B.; Kolkman, P.A.; Schoenveld, J.C., Salt distribution in estuaries, Rijkswaterstaat Communications No. 26, 1976, 151 pp.. Also: Delft Hydraulics Publication 169,
- Kolkman, P.A., Self-excited gate vibrations, XVII IAHR Congress, Baden-Baden, Aug. 1977, 9 pp.. Also: Delft Hydraulics Publication 186, 1977.
- Casteleyn, J.A.; Groen, P. van; Kolkman, P.A., Air entrainment in siphons: results of tests in two scale models and and attempt at extrapolation, 17th Congress of the IAHR, Baden-Baden, August 15-19, 1977, 8 pp.. Also Delft Hydraulics publication 187,
- Kolkman, P.A.; Vrijer, A., Gate edge suction as a cause of self-exciting vertical vibrations, XVII IAHR Congress, Baden-Baden, Aug. 1977, 8 pp.. Also: Delft Hydraulics Publication 188, 1977.
- Kolkman, P.A., Ships meeting and generating currents, Symposium 'Aspects of Navigability of Constraint Waterways, Including Harbour Entrances', Delft, April 1978, 26 pp.. Also: Delft Hydraulics Publication 215, 1978.
- Kolkman, P.A., Development of vibration-free gate design: learning from experience and theory, IAHR/UTAM Symp. on Practical Experiences with Flow-Induced Vinrations, Karlsruhe, Sept. 1979. Also Delft Hydraulics Publication 219, 1979.
- Billore, J.; Jaoui, A.; Kolkman, P.A.; Radu, M.T.; Vries, A.H. de, Recherches hydrauliques pour la derivation provisoire, les deversoirs en puits et la vidange de fond due barrage de M'Dez au Maroc, 13eme Congres des Grand Barrages, New Delhi, 1979, Q.50, R.62, 22 pp. (in French). Also: Delft Hydraulics Publication 223, 1979.
- Kolkman, P.A., Methods employed to limit saltwater-freshwater exchange in locks, Lecture given at Karlsruhe University, December 1980, 27 pp.. Also: Delft Hydraulics Publication 364, 1980.
- Kolkman, P.A., An artificial ceiling for free surface flow reproduction in scale modelling of local scour, International Conference on the Hydraulc Modelling of Civil Engineering Structures, Coventry, England, 1982, September 22-24, 15 pp.. Also: Delft Hydraulics Publication 283, 1982.
- Kolkman, P.A., Considerations about the accuracy of discharge relations of hydraulic structures and the use of scale models for their calibration, IAHR Symposium on Scale effects in Modelling Hydrauli Structures, Esslingen am Neckar, Germany, 1984, September 3-6, 27 pp.. Also: Delft Hydraulics Publication 330, 1984.
- Buchko, M.; Kolkman, P.; Pilarczyk, K., Investigations of local scour in cohesionless sediments using a tunnel-model, 22nd Congress of the IAHR, Lausanne, Switzerland, 1987, Aug. 31 - Sept. 4, 12 pp.. Also: Delft Hydraulics Publication 393, 1987
- Kolkman, P.A., A simple scheme for calculating the added mass of hydraulic gates, Journal of Fluids and Structures, 2 (1988), 16 pp.. Also: Delft Hydraulics Publication 439, 1988.
- Kolkman, P.A., Froude scale modelling for dynamically loaded saturated fine sand, Proceedings of the Int. Symposium on Modelling Soil-Water-Structure Interactions, SOWAS 88, Kolkman et al. (ed.), Rotterdam, Balkema, 1988, 13 pp.. Also: Delft Hydraulics Publication 440, 1988.
- Bakker, A.D.; Jongeling, T.H.G.; Kolkman, P.A.; Yan Shi Wu, Self-excitated oscillations of a floating gate related to the gate discharge characteristics, XXIV IAHR Congress, Madrid, Spain, 1991, 9-13 September, 8 pp.. Also: Delft Hydraulics publication 462, 1991.
- Jongeling, T.H.G.; Kolkman, P.A., Subharmonic standing cross-waves leading to low-frequency resonance of a submersible flap-gate barrier, Sixth International Conference on Flow-Induced Vibration, London, United Kingdom, 10 - 12 April. Also: Delft Hydraulics publication nr. 490, 1995.
- Jongeling, T.H.G.; Kolkman, P.A., Unstable behavior of a floating sector-gate barrier, ASCE, PVP-Vol. 245. Bluff-body / Fluid and Hydraulic Machine Interaction, Eds.: Paidoussis, M.P.; Dalton, C.; Weaver, D.S.; Book No. G00727-1992, 1992.
- Kolkman, P.A.; Jongeling, T.H.G., Dynamic behaviour of hydraulic structures; Part A, Structures in flowing fluid, Delft Hydraulics, translation of 'Dynamisch gedrag van waterbouwkundige constructies, Deel A: Constructies in stroming', published by Dutch Ministry of Public Works (1996), 2007.
- Kolkman, P.A.; Jongeling, T.H.G., Dynamic behaviour of hydraulic structures; Part B, Structures in waves, Delft Hydraulics, translation of 'Dynamisch gedrag van waterbouwkundige constructies, Deel B: Constructies in golven', published by Dutch Ministry of Public Works (1996), 2007.

### Overige publicaties
- (en)  (July 1988). A simple scheme for calculating the added mass of hydraulic gates. Journal of Fluids and Structures  2 (4). DOI:https://doi.org/10.1016/S0889-9746(88)90051-5.

- International Standard Name Identifier: 0000 0003 8360 7889
- Nationale Bibliotheek van Israël: 987007340891105171
- Virtual International Authority File: 270554307